# Adolf Streuli
Adolf Streuli (* 25. August 1868 in Käpfnach, Gemeinde Horgen; † 24. April 1953 in Zürich), heimatberechtigt in Horgen und Zürich, war ein Schweizer Politiker der Liberalen Partei (LP) und zuletzt der Freisinnig-Demokratischen Partei (FDP), der unter anderem 1918/19 als Präsident des Kantonsrates, des Parlaments des Kantons Zürich, fungierte. Er war zudem zwischen 1922 und 1935 Regierungsrat sowie zwei Mal (1926/27 und 1932/33) Präsident des Regierungsrates des Kantons Zürich.

## Leben

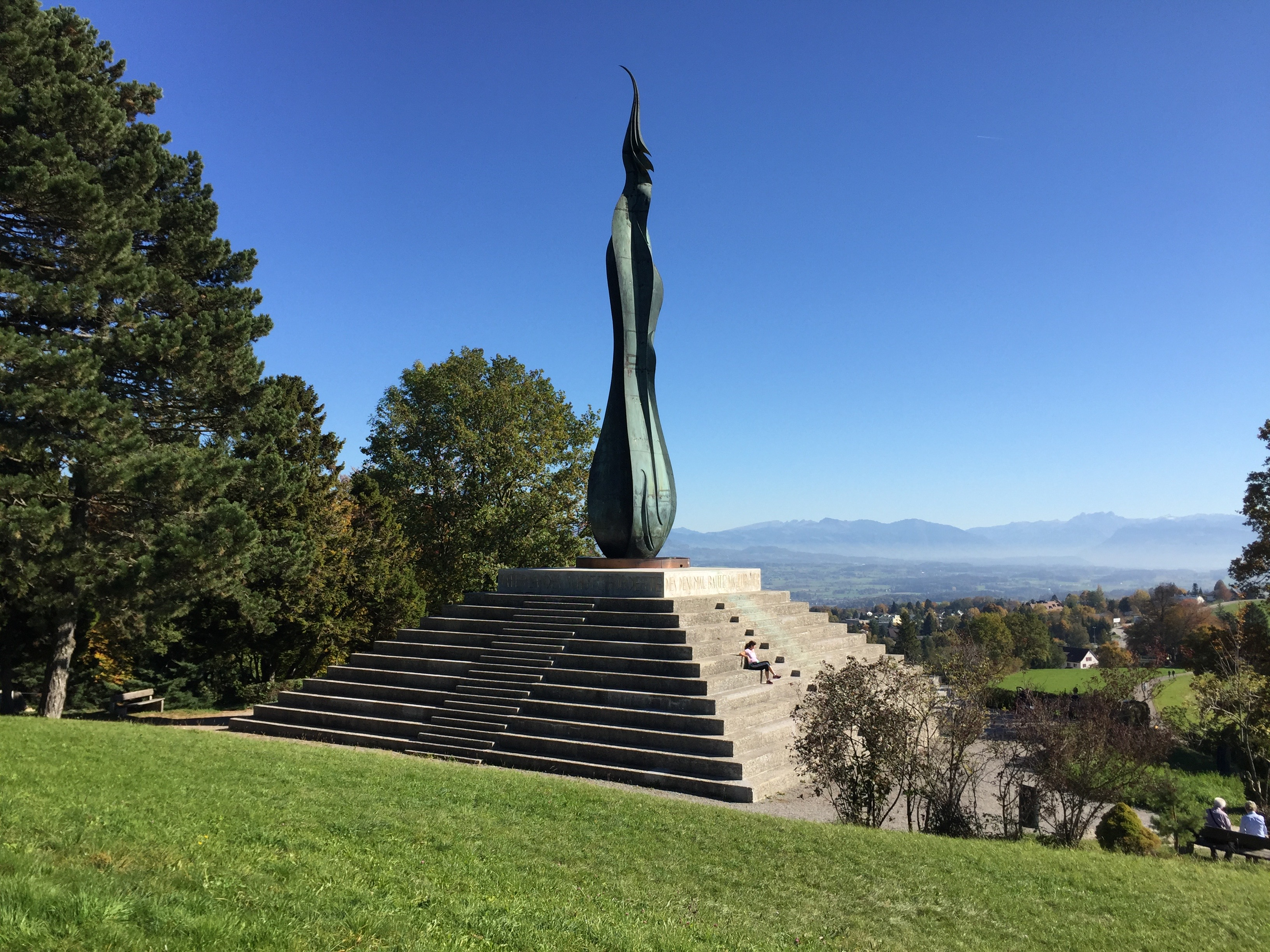
Als Präsident des Kantonsrates war Streuli Mitglied der Kommission für das Forchdenkmal für die Wehrmänner, die während des Aktivdienstes im Ersten Weltkrieg verstorben waren

Adolf Streuli, Sohn des Kleinbauern Johannes Streuli und der Luise Höhn, absolvierte ein Studium der Rechtswissenschaften an der Universität Zürich und war danach Notar. 1890 absolvierte er einen Aufenthalt in Paris und schloss 1902 seine Promotion zum Doktor der Rechte ab, woraufhin er als Rechtsanwalt sowie später als Handelsregisterführer und Bezirksanwalt tätig war. Er gehörte seit 1905 dem Grossen Stadtrat, dem Gemeindeparlament von Zürich, als Mitglied an. Darüber hinaus wurde er 1914 Stadtrat von Zürich und war dort zunächst zwischen 1914 und 1917 Vorsteher des Departements Steuerwesen sowie anschliessend von 1917 bis 1922 Vorsteher des Departements Finanzwesen.
1908 wurde er für die Liberale Partei (LP) zudem Mitglied des Kantonsrates, des Parlaments des Kantons Zürich, und gehörte diesem bis 1922 an, wobei er seit 1916 Mitglied der Freisinnig-Demokratischen Partei (FDP) wurde. Nachdem er zwischen dem 23. Juli 1917 und dem 5. Mai 1918 1. Vizepräsident des Kantonsrates gewesen war, fungierte er vom 6. Mai 1918 bis zum 4. Mai 1919 als Präsident des Zürcher Kantonsparlaments. Als Präsident des Kantonsrates war er Mitglied einer Kommission, die sich zum Ziel gesetzt hatte, im Kanton Zürich ein schlichtes Denkmal für all jene Wehrmänner zu errichten, die während des Aktivdienstes im Ersten Weltkrieg verstorben waren. Die Kommission wählte aus den zahlreichen Gemeinden, die sich um den Standort beworben hatten, die Ortschaft Forch, in der das Forchdenkmal errichtet wurde, eine 18 Meter hohe Bronzeplastik in Form einer Flamme. Während dieser Zeit war er zudem von 1917 bis 1930 sowie seit 1919 Präsident des Verwaltungsrates des Stadttheaters Zürich und bekleidete des Weiteren zwischen 1918 und 1922 das Amt des Präsidenten der Freisinnigen Partei des Kantons Zürich.
Nach seinem Ausscheiden aus dem Zürcher Grossen Stadtrat und dem Kantonsrat wurde Streuli, der auch den Freimaurern angehörte, 1922 Regierungsrat und bekleidete dieses Amt bis 1935. Er war als Mitglied der Kantonsregierung zwischen 1922 und 1923 zuerst Vorsteher der Baudirektion sowie daraufhin von 1923 bis 1935 Vorsteher der Finanzdirektion. Während seiner Mitgliedschaft im Regierungsrat bekleidete er zwei Mal das Amt des Präsidenten des Regierungsrates des Kantons Zürich. Als Nachfolger von Emil Walter wurde er am 1. Mai 1926 erstmals Präsident und bekleidete das Amt bis zum 30. April 1927, woraufhin Friedrich Ottiker ihn ablöste. Am 1. Mai 1932 übernahm er von Fritz Maurer zum zweiten Mal das Amt als Regierungspräsident und verblieb auf diesem Posten bis zu seiner Ablösung durch Otto Pfister am 1. Mai 1933. 1923 wurde er ausserdem Mitglied des Verwaltungsrates der Tonhallegesellschaft und bekleidete zwischen 1935 und 1949 das Amt des Präsidenten dieser Gesellschaft. Darüber hinaus war er von 1924 bis 1935 Mitglied des Verwaltungsrates der Nordostschweizerischen Kraftwerke (NKO).
Adolf Streuli war zwei Mal verheiratet. 1928 heiratete er in erster Ehe Elise Rütschi-Rüesch sowie 1933 in zweiter Ehe Maria Mülkens. Nach seinem Tode wurde er auf dem Friedhof Manegg im Zürcher Stadtteil Wollishofen beigesetzt.

## Veröffentlichung
- Erinnerungen aus der Jugendzeit (1868–1890). Eine Skizze, Manuskript. Horgen 1942.

## Hintergrundliteratur
- Stefan G. Schmid: Die Zürcher Kantonsregierung seit 1803. 2003.